# Зграда Љубомира Миладиновића
Зграда Љубомира Миладиновића се налази у Београду, на територији градске општине Стари град. Подигнута је 1938. године и представља непокретно културно добро као споменик културе.
Зграда Љубомира Миладиновића је саграђена према пројекту архитекте Момчила Белобрка. Специфичност решења приземља, намењеног гаражном простору "Ауто палас", утицала је да зграда постане позната под називом „Гаража“. Управо ову зграду архитекте Белобрка карактерише модерна обрада, лишена непотребних детаља и сваке декоративности. Наведене карактеристике грађевине, обезбедиле су јој високо место у опусу архитекте Белобрка, као и у оквиру целокупне београдске и српске архитектуре модерног правца.
Примењен спој архитектуре и ликовности обогатио је београдско међуратно градитељство једним до тада непознатим квалитетом – зградом крајње прочишћеног ликовног израза и функционалне просторне организације.